# Cimetière de la paroisse de Saint-Nizier
Le cimetière de la paroisse Saint-Nizier est un ancien cimetière situé à Lyon, France. Enfoui sous l'actuelle place Antoine-Rivoire à la charnière des premier et deuxième arrondissements, il est mentionné dès 1326 et définitivement fermé pendant la Révolution française. Il dépendait de l'actuelle église Saint-Nizier de Lyon au chevet duquel il était situé.

## Histoire
Le 4 février 1326, le chapitre de l'église Saint-Nizier de Lyon décide de délimiter le cimetière. Des boutiques sont mentionnées le long de son enclos au XIVe siècle. Une chapelle, dédiée à Notre-Dame, est érigée à l'intérieur du cimetière, à l´angle nord-est. Affectée tout d'abord à la confrérie de la Trinité, elle est attribuée après 1486 aux vignerons. Le 14 juin 1523, le chapitre établit un règlement pour le cimetière et les boutiques qui le joignent.
En 1562, le consulat protestant détruit les murailles du cimetière et la chapelle Notre-Dame afin d´établir une place publique. Mais dès 1564, le terrain est réaffecté à un usage funéraire. Une nouvelle muraille est construite mais sur un emplacement différent, le consulat profitant de l´occasion pour agrandir la place de la Fromagerie au nord et la rue des Forces à l´est. 29 échoppes sont bâtis contre la nouvelle muraille. Trop petit pour les besoins de la paroisse, le cimetière est étendu vers le sud en 1566 grâce au don de Jean Laurencin, sacristain.
Dans les années 1690, la sénéchaussée rapporte que les sépultures s´accumulent et que les murs risquent de s´effondrer sous le poids de la terre entassée. Elle ordonne à la paroisse de se pourvoir d´un plus grand cimetière. Le 9 août 1710 et le 8 juin 1713, le chapitre acquiert deux maisons pour l´agrandissement du cimetière, mais il semble que le projet soit resté sans suite. Mais en 1776, la sénéchaussée constate que le cimetière, autrefois au niveau des rues, se trouve désormais élevé à plus de sept ou huit pieds au-dessus de la rue, en raison des inhumations trop nombreuses.
Le cimetière est supprimé pendant la Révolution et son espace permet d´agrandir considérablement la place de la Fromagerie (actuelle place Antoine-Rivoire).

## Galerie

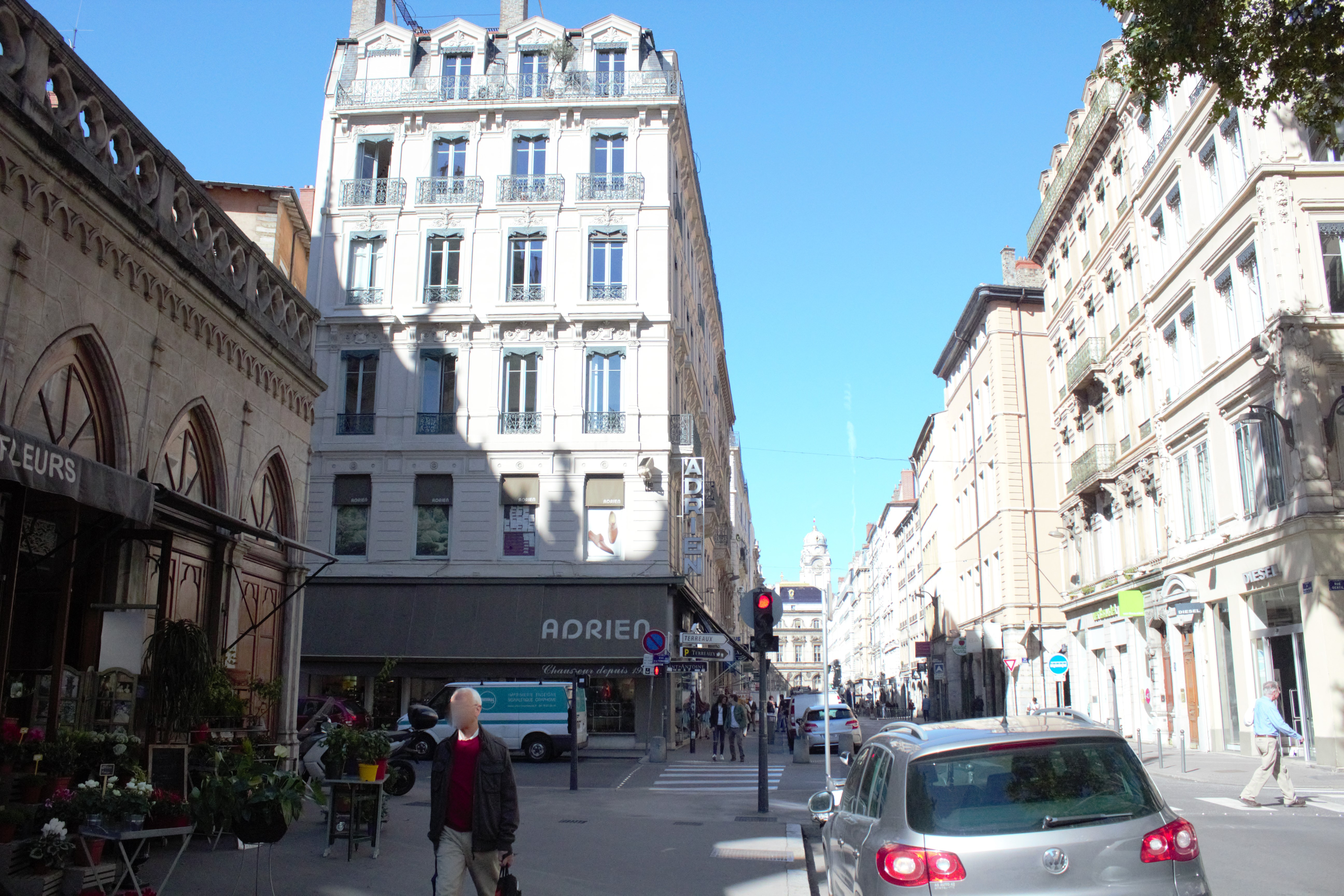
Le chevet de l'église Saint-Nizier et la place Antoine-Rivoire sous laquelle se trouvait le cimetière.
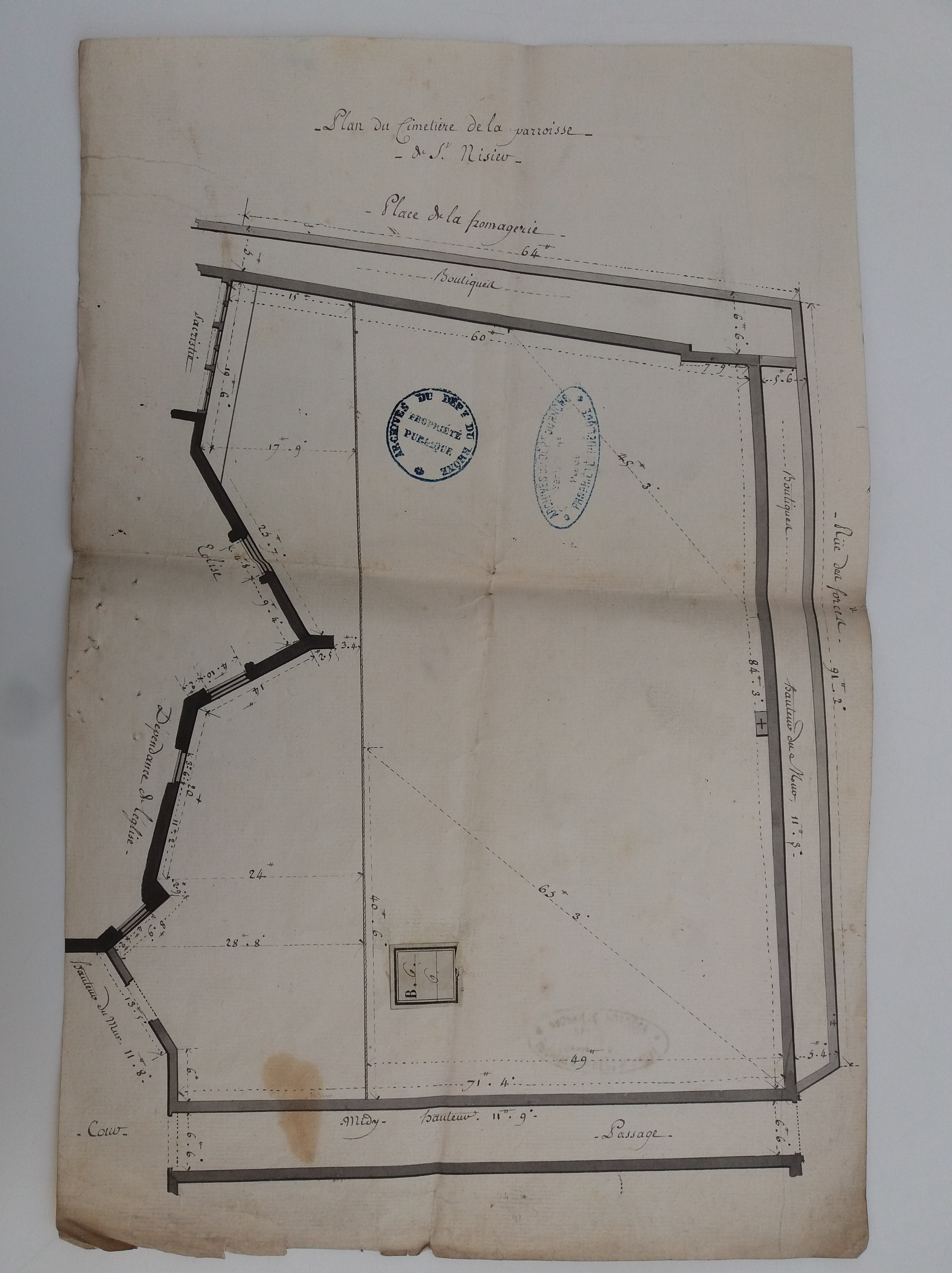
Plan du cimetière en 1778